# Malephora crocea
Malephora crocea es una  especie de planta suculenta de la familia de las aizoáceas. Es originaria de Sudáfrica

## Descripción
Es una  planta suculenta perennifolia, rastrera no pisable ni comestible, con un tamaño de hasta 20-30 cm de altura. Se encuentra naturalmente a una altitud de  1100 - 1600 metros en el desierto de Karoo, en Sudáfrica y Namiba, de donde es endémica, pero se adapta perfectamente a zonas cálidas, secas y sin heladas de todo el mundo (California, Arizona, Australia, España, México, Sudamérica, Malta), incluso costeras, llegando a ser invasiva en climas mediterráneos y a naturalizarse en California desde los años 40 del siglo XX. Prospera en terrenos sueltos y arenosos, incluso pobres, pero bien drenados (debe evitarse el encharcamiento y se debe regar cuando la tierra ya esté completamente seca), a pleno sol, creciendo y floreciendo más en los meses más cálidos y soleados. Son aptas para su cultivo en jardines xerófilos, macetas o contenedores o jardines de piedras o bordes de carreteras, o lugares ventosos. Resiste si hay sequedad temperaturas de hasta -6,6 grados centígrados.
La especie fue conocida primero como Mesembryanthemum croceum, luego fue descrita y denominada con su actual denominación Malephora crocea por Nicolaus Joseph Jacquin; y el biólogo alemán Martin Heinrich Gustav Schwantes la clasificó en 1928 en su actual sistemática. El término "malephora" proviene del griego clásico "maleo" (encanto), y "pherein" (llevar). En inglés se la denomina "ice plant" o "coppery mesemb", no existiendo en español un nombre común generalmente reconocido.
Es comúnmente usada desde hace ya 200 años en jardinería en países cálidos por sus flores y su capacidad de cubrir espacios. Por su contenido en agua, no propaga el fuego, por lo que se la planta por ello para evitarlo, y para el control de la erosión además de por su belleza. Se usa por su rápido crecimiento, sus abundantes y coloridas flores, su largo período de floración (florecen durante la mayor parte del año), su capacidad para cubrir rápidamente amplias zonas (varios metros cuadrados por planta) y por expulsar a las malas hierbas, por no precisar muchos cuidados ni riegos frecuentes, y aguantar el sol fuerte, así como por su resistencia ante plagas (aunque la atacan a cochinilla, y hongos si hay exceso de humedad). Se reproduce con gran facilidad por esquejes verdes, y puede combinarse plantas de distintos colores de flor para lograr bellos efectos. 

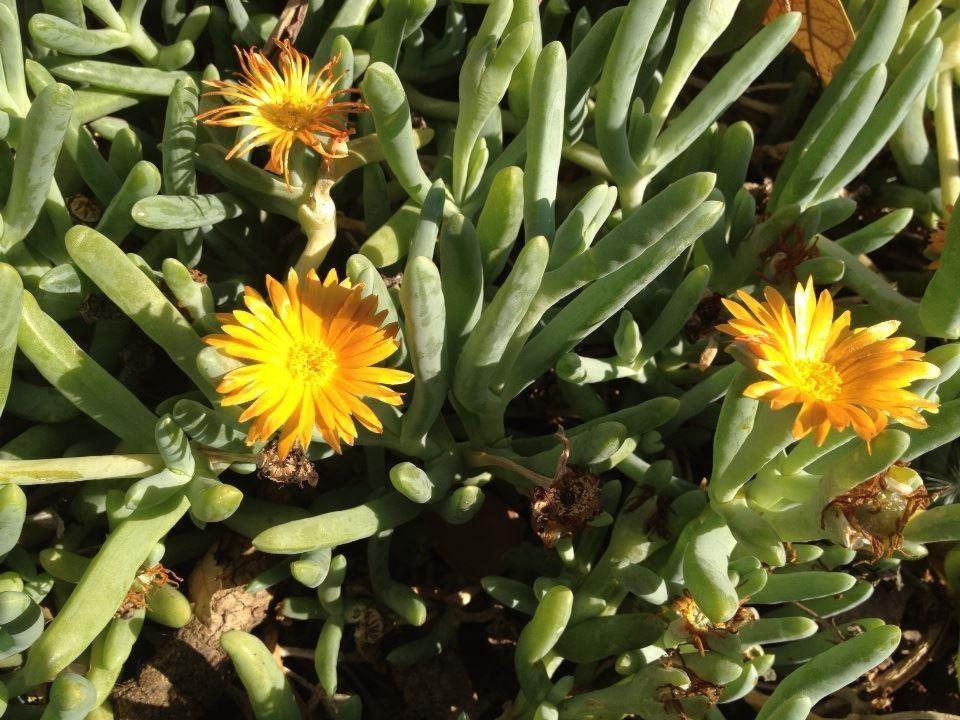
Malephora crocea de flor amarilla

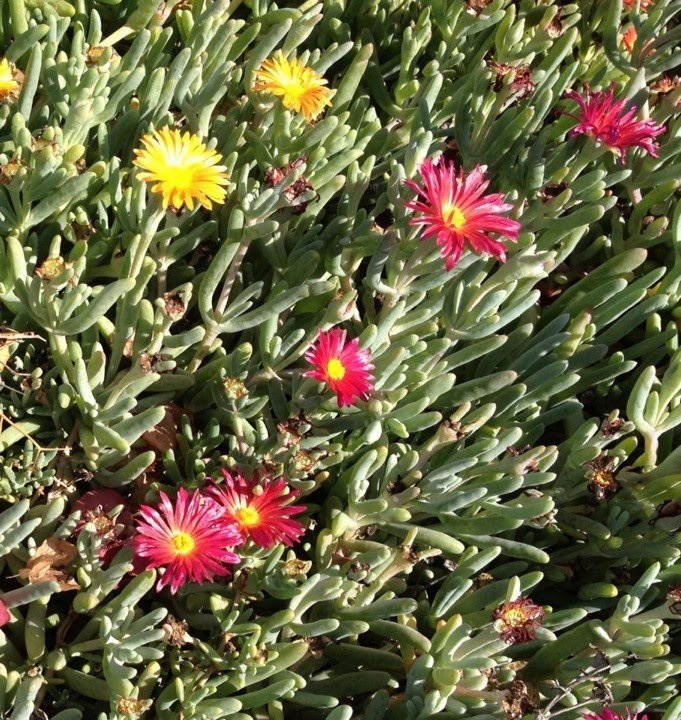
Malephora crocea, combinación de dos colores

Sus numerosas flores, de vivos colores, tienen un pedúnculo  de 1-6 cm, y entre 40 y 65 pétalos; pueden ser amarillas, fucsia, naranja, rosa o rojizas. Se abren completamente en las horas del día con más insolación. Aparecen normalmente aisladas, sin formar racimos, ya desde el primer año de vida de la planta. La polinización la hacen moscas, abejas, avispas y otros insectos atraídas por el néctar que la flor produce.
Las semillas son numerosas (75 aproximadamente por flor), lenticulares, pequeñas (de 0,8 x 1 mm) y de superficie rugosa. La malephora libera su semilla tras haberse marchitado y secado la flor, en cuanto las tormentas, la  lluvia o el riego mojan la cápsula, formada por entre 8 y 12 compartimentos de "corcho" que contiene las semillas; pero algunas se quedan en a base de la cápsula de la flor para una posterior ocasión. 
Sus hojas son alargadas, glabras (sin pelos), de sección bien triangular o bien más redondeada, y  opuestas, y tienen un corto pedúnculo y un borde liso (no dentado). Miden de 1,5 a 6 cm de largo, y de 1 a 6 mm de ancho. Son blandas (no espinosas ni coriáceas), de color siempre verde claro o verde grisáceo o glaucas (rojizas si sufren carencia de agua), cerosas y suculentas (llenas de líquido), por estar adaptadas a las sequías propias zonas desérticas.
Sus tallos son de un tono más rojizo que las hojas, están segmentados, y son capaces de desarrollar nuevas raíces con facilidad si encuentran humedad, pero con el tiempo se maderizan perdiendo tal facultad. Tallos muertos o maderizados forman una capa sobre el terreno que dificulta  el crecimiento de hierbas competidoras y sobre  la que se encarama a planta, alcanzando así incluso 20 o 30 cm de altura pese a ser rastrera. Solo al final de cada segmento surgen las hojas y las flores.
Las raíces son fibrosas (no tuberculosas).

## Sinonimia
- Mesembryanthemum croceum Jacq., 1800 - basónimo
- Crocanthus croceus (Jacq.) L.Bolus (1927)
- Hymenocyclus croceus (Jacq.) Schwantes[1][2]